# RAD51D
RAD51D (англ. RAD51 paralog D) – білок, який кодується однойменним геном, розташованим у людей на короткому плечі 17-ї хромосоми. Довжина поліпептидного ланцюга білка становить 328 амінокислот, а молекулярна маса — 35 049.
| 10         |  | 20         |  | 30         |  | 40         |  | 50         |
| ---------- |  | ---------- |  | ---------- |  | ---------- |  | ---------- |
| MGVLRVGLCP |  | GLTEEMIQLL |  | RSHRIKTVVD |  | LVSADLEEVA |  | QKCGLSYKAL |
| VALRRVLLAQ |  | FSAFPVNGAD |  | LYEELKTSTA |  | ILSTGIGSLD |  | KLLDAGLYTG |
| EVTEIVGGPG |  | SGKTQVCLCM |  | AANVAHGLQQ |  | NVLYVDSNGG |  | LTASRLLQLL |
| QAKTQDEEEQ |  | AEALRRIQVV |  | HAFDIFQMLD |  | VLQELRGTVA |  | QQVTGSSGTV |
| KVVVVDSVTA |  | VVSPLLGGQQ |  | REGLALMMQL |  | ARELKTLARD |  | LGMAVVVTNH |
| ITRDRDSGRL |  | KPALGRSWSF |  | VPSTRILLDT |  | IEGAGASGGR |  | RMACLAKSSR |
| QPTGFQEMVD |  | IGTWGTSEQS |  | ATLQGDQT   |  |            |  |            |

A: Аланін

C: Цистеїн

D: Аспарагінова кислота

E: Глутамінова кислота

F: Фенілаланін

G: Гліцин

H: Гістидин

I: Ізолейцин

K: Лізин

L: Лейцин

M: Метіонін

N: Аспарагін

P: Пролін

Q: Глутамін

R: Аргінін

S: Серин

T: Треонін

V: Валін

W: Триптофан

Задіяний у таких біологічних процесах, як пошкодження ДНК, репарація ДНК, рекомбінація ДНК, альтернативний сплайсинг. 
Білок має сайт для зв'язування з АТФ, нуклеотидами, ДНК. 
Локалізований у цитоплазмі, цитоскелеті, ядрі, хромосомах.